# Platynota albescens
Platynota albescens är en fjärilsart som beskrevs av Walsingham 1913. Platynota albescens ingår i släktet Platynota och familjen vecklare. Inga underarter finns listade i Catalogue of Life.